# シュフラン (戦列艦・初代)
シュフラン (仏: Suffren)はフランス海軍の74門戦列艦。テメレール級戦列艦の1隻として1791年に進水した。1794年にルドゥタブル (Redoutable) と改名した後、1805年のトラファルガーの海戦においてネルソン提督の旗艦ヴィクトリーと死闘を繰り広げたことで知られている。ルドゥタブルは海戦翌日の嵐で沈没した。

## トラファルガーの海戦
1805年10月21日の海戦で、リュカ艦長に率いられたルドゥタブルは旗艦ビューサントルのすぐ後ろについて戦った。ビューサントルの艦尾を守るためにルドゥタブルはヴィクトリーと衝突し、横付けして交戦し、最終的には降伏することとなった。
リュカ艦長は、自国艦隊の砲撃能力が機材・乗員の錬度のいずれでもイギリス艦隊に劣ることを認識しており、接近戦で優位に立つべくルドゥタブルの乗員に対して移乗攻撃の錬度を高める訓練を施したほか、艦に配乗された陸兵に対しても甲板上の高所から騎兵銃で敵艦に銃撃を行うよう指示していた。この結果、戦闘時、ルドゥタブルの乗員と配乗陸兵は小火器や擲弾で武装を固めており、ヴィクトリーとの衝突後直ちにヴィクトリー艦上へ激しく銃撃と擲弾投擲を開始し、かなりの損害を与えた。ネルソンに致命傷を与えたのもルドゥタブルの狙撃手であった。

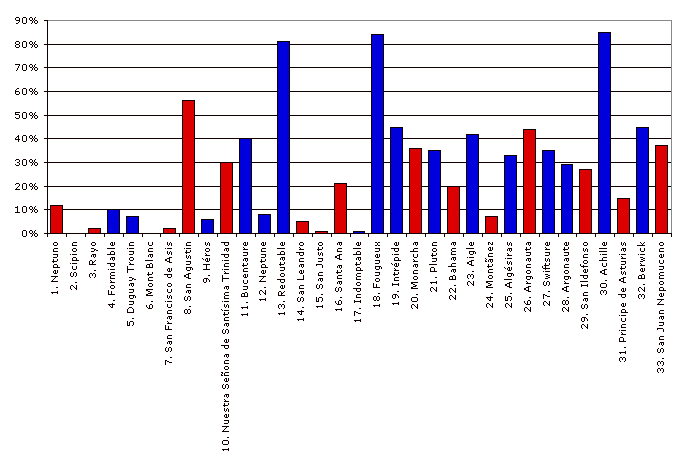
トラファルガーの海戦のフランス・スペイン艦隊の損害。13番のルドゥタブルが周囲の艦に比べて突出している。

フランス兵たちはヴィクトリーへの切り込みを試みたが、新たに戦闘に加わった98門艦テメレーアから砲撃を受けて大損害を出した。午後1時55分になるとルドゥタブル乗員643名のうち無事なのは99名だけとなり、リュカ艦長も重傷を負っていた。74門艦フグーはルドゥタブルの救援を試みたが、テメレールと衝突して阻まれる。もはや打つ手がないことが明らかになった後、ルドゥタブルは降伏した。なおヴィクトリーの死傷者は160名、テメレーアについては120名であった。ルドゥタブルは翌日沈没した。

## 参加海戦
- 栄光の6月1日
- グロワ島の海戦
- トラファルガーの海戦